# Concerto pour piano no 3 de Rachmaninov
Pour les articles homonymes, voir Concerto pour piano no 3.
Le Concerto pour piano en ré mineur, op. 30, est le troisième des quatre concertos pour piano composés par Sergueï Rachmaninov. Il fut créé par l'auteur le 28 novembre 1909 à New York sous la direction de Walter Damrosch.
Considéré comme l'une des partitions les plus difficiles du répertoire du fait de l'extrême virtuosité technique exigée du pianiste, son exécution en public représente pour l'interprète, étant donné sa facture pianistique monumentale et foisonnante, une vraie prouesse artistique. Il est avec son deuxième concerto son œuvre la plus populaire. Le concerto suit la structure classique en trois mouvements :
1. Allegro ma non troppo en ré mineur. Le premier mouvement tourne autour d'une mélodie diatonique déjà développée vers une figuration pianistique complexe. Le second thème s'ouvre avec des échanges calmes entre l'orchestre et le piano avant tout dans une clé majeure. La première partie du premier mouvement du premier thème s'articule à haute voix dans une section qui ouvre une toccata comme des croches et atteint un accord. L'ensemble du développement montre des similitudes à un canon.
2. Intermezzo : Adagio en ré mineur. Le deuxième mouvement s'ouvre avec l’orchestre et celui-ci commence par des variations autour d'un unique luxe. Puis le thème arrive en fa dièse mineur. Une mélodie romantique s'accentue par une note tonique majeure, et après le premier thème de développement et de récapitulation, la mélodie principale du premier mouvement réapparaît. Le deuxième mouvement se termine en ré bémol majeur, où le piano occupe une partie de la cadence.
3. Finale : Alla breve en ré mineur. Le troisième mouvement paraît rapide et vigoureux dans les variations qui le suivent. Cependant, celui-ci se régule et monte en ré majeur dans le second thème, où il s'achève avec les mêmes notes, selon la signature de Rachmaninov.

Son exécution complète dure 37 à 43 minutes en moyenne.

## Histoire
Composé dans le cadre paisible de la propriété de campagne de sa famille, Ivanovka, le concerto est achevé le 23 septembre 1909. Rachmaninov a écrit cette pièce pour montrer ses propres talents de compositeur mais également de pianiste. Le concerto est contemporain de sa Première sonate pour piano et de son très célèbre poème symphonique L'Île des morts. Le concerto est respecté, craint et réputé pour sa difficulté diabolique. Rachmaninov ne pouvait même pas jouer un rappel après l'exécution de son 3e concerto ; en témoigne ce commentaire d'un journal américain : « Monsieur Rachmaninov fut rappelé plusieurs fois par le public qui insista pour qu'il rejoue, mais il leva les mains dans un geste signifiant qu'il était d'accord pour rejouer mais que c'étaient ses doigts qui ne l'étaient pas. Cela fit beaucoup rire le public qui, à ce moment-là seulement, le laissa partir! ». Josef Hofmann, le pianiste à qui l'œuvre est dédicacée et que Rachmaninov considérait comme étant meilleur que lui, n’a jamais tenté de la jouer, disant d’elle que « ce n’était pas pour lui ».
À cause de contraintes de temps, Rachmaninov n'a pu travailler la pièce en Russie. C'est pourquoi il a pris avec lui un piano silencieux sur le bateau qui l'emmena aux États-Unis, sur lequel il put s'exercer.
Le concerto est pour la première fois donné le 28 novembre 1909 par la maintenant défunte Société symphonique de New York avec Walter Damrosch à sa tête et Rachmaninov apparaissant comme artiste invité au piano du New Theater (plus tard renommé en Century Theater). L'œuvre est redonnée quelques semaines plus tard sous la baguette de Gustav Mahler. Le manuscrit est quant à lui pour la première fois publié en 1910 par Gutheil. La création en Angleterre est donnée par George Thalben-Ball au Royal College of Music à Londres.
Il est popularisé en 1996 par le film Shine, lequel trace un portrait du fameux pianiste australien David Helfgott, jouant l'« œuvre la plus difficile au monde » lors d'une compétition au Royal College of Music d'Angleterre.
Le 3e Concerto et Horowitz
À la fin des années 1910, Horowitz connaît toute l'œuvre de Rachmaninov ; il choisit le 3e Concerto pour son épreuve de sortie de conservatoire. Son interprétation est si spectaculaire que tous, audience et juges compris, se lèvent pour l'applaudir, une première dans l'histoire du conservatoire de Moscou. Lorsqu'il débarque aux États-Unis pour sa première tournée de concerts, Volodia n'a qu'une idée en tête : rencontrer son idole. La première entrevue a lieu dans les sous-sol de l'atelier Steinway & Sons de New York, le 8 janvier 1928. Horowitz exécute ce 3e Concerto qu'il doit jouer à Carnegie Hall quelques jours plus tard : Rachmaninov est médusé par son interprétation, et lui déclare que cette œuvre lui appartient :
« Il s'est jeté sur la musique comme un tigre affamé. Avec son audace, sa bravoure, son intensité, il l'a dévorée tout cru. »

## Orchestration
| Nomenclature du Concerto pour piano no 3                             |
| Cordes                                                               |
| Premiers violons, seconds violons, altos, violoncelles, contrebasses |
| Bois                                                                 |
| 2 flûtes, 2 hautbois, 2 clarinettes en si♭, 2 bassons                |
| Cuivres                                                              |
| 4 cors en fa, 2 trompettes en si♭, 3 trombones, 1 tuba               |
| Percussions                                                          |
| Timbales, grosse caisse, cymbales et caisse claire                   |

## Analyse

### Allegro ma non troppo

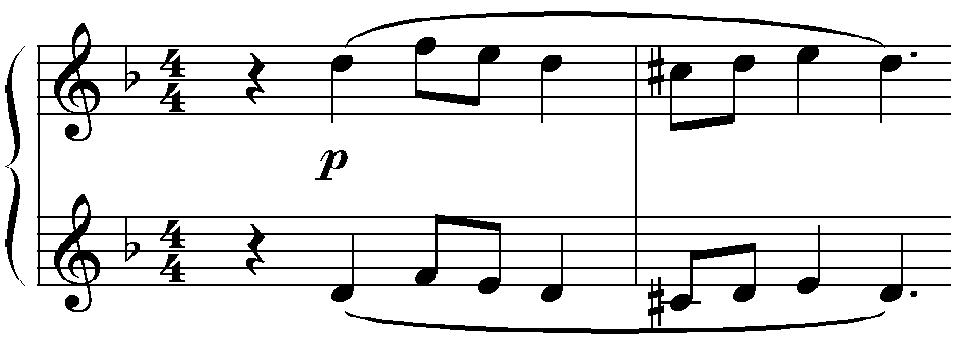
La célèbre introduction du piano

Le premier mouvement est axé sur une douce mélodie diatonique et allante qui se développe ensuite en figures pianistiques très complexes. Rachmaninov en parle en ces termes : 

« Le premier thème de mon Troisième Concerto n’est emprunté ni au chant populaire, ni à la musique d’église. Il s’est tout simplement « composé lui-même » ! […] je ne pensais qu’à la sonorité. Je voulais « chanter » la mélodie au piano… et lui trouver un accompagnement adéquat… Rien de plus ! »

Le second thème s’ouvre par de légers échanges entre l'orchestre et le piano avant de plonger dans un thème lent en majeur. La première partie du premier thème est traitée une deuxième fois avant que le mouvement ne passe au développement.
Celui-ci s'ouvre par une sorte de toccata en croches au piano puis atteint un passage ponctué d'accords chargés. L'écriture de cette section prend parfois des airs canoniques, en particulier lors d'un passage en croches au piano dans lequel les deux mains se chevauchent.
Le premier thème réapparaît juste avant la coda.
L'apogée est atteint avec la cadence du piano. Rachmaninov en écrivit deux versions, la première est aujourd'hui notée comme ossia et est plus longue et plus chargée. Le compositeur jouait par ailleurs la seconde dans ses enregistrements de l'œuvre, ainsi qu'Horowitz.

### Intermezzo: Adagio
Le deuxième mouvement consiste en plusieurs mélodies qui se suivent sans schéma rigoureux. Il conduit au troisième mouvement qui s'enchaîne sans pause.

### Finale: Alla breve
Le troisième mouvement suit le deuxième sans pause (attaca). Rapide et vigoureux, il contient plusieurs thèmes issus du premier mouvement, donnant ainsi une unité cyclique au concerto. Le dernier mouvement se conclut par une mélodie triomphante.

## Enregistrements
| Soliste               | Chef d'orchestre      | Orchestre                                             | Label                             | Année d'enregistrement | Format  |
| --------------------- | --------------------- | ----------------------------------------------------- | --------------------------------- | ---------------------- | ------- |
| Vladimir Horowitz     | Albert Coates         | London Symphony Orchestra                             | HMV                               | 1930                   | CD, LP  |
| Sergueï Rachmaninov   | Eugene Ormandy        | Philadelphia Orchestra                                | RCA Red Seal                      | 1939                   | CD, LP  |
| Vladimir Horowitz     | John Barbirolli       | New York Philharmonic                                 | APR (en)                          | 1941                   | CD, LP  |
| Emil Guilels          | Kirill Kondrachine    | Orchestre symphonique de la fédération de Russie      | Melodiya                          | 1949                   | CD, LP  |
| Vladimir Horowitz     | Sergei Kussevitzky    | Los Angeles Philharmonic                              | Urania Records (en)               | 1950                   | CD      |
| Vladimir Horowitz     | Fritz Reiner          | RCA Victor Symphony Orchestra (en)                    | RCA                               | 1951                   | CD, LP  |
| Emil Gilels           | André Cluytens        | Orchestre de la Société des Concerts du Conservatoire | EMI Classics                      | 1955                   | CD, LP  |
| Van Cliburn           | Kirill Kondrachine    | Symphony of the Air                                   | RCA Red Seal                      | 1958                   | CD, LP  |
| Byron Janis           | Antal Dorati          | London Symphony Orchestra                             | Mercury Records                   | 1961                   | CD, LP  |
| Earl Wild             | Jascha Horenstein     | Royal Philharmonic Orchestra                          | Chandos Records                   | 1965                   | CD, LP  |
| Alexis Weissenberg    | Georges Prêtre        | Chicago Symphony Orchestra                            | RCA Red Seal                      | 1968                   | CD, LP  |
| Jorge Bolet           | Charles Webb          | Indiana University Symphony Orchestra                 | Palexa                            | 1969                   | CD      |
| Vladimir Ashkenazy    | André Previn          | London Symphony Orchestra                             | Decca                             | 1973                   | CD, LP  |
| Alicia de Larrocha    | André Previn          | London Symphony Orchestra                             | Decca                             | 1974                   | CD, LP  |
| Tamás Vásáry          | Yuri Ahronovitch      | London Symphony Orchestra                             | Deutsche Grammophon               | 1976                   | CD, LP  |
| Lazar Berman          | Claudio Abbado        | London Symphony Orchestra                             | Columbia Masterworks Records (en) | 1977                   | CD, LP  |
| Vladimir Horowitz     | Eugene Ormandy        | New York Philharmonic                                 | RCA Red Seal                      | 1978                   | CD, LP  |
| Vladimir Horowitz     | Zubin Mehta           | New York Philharmonic                                 | Deutsche Grammophon               | 1978                   | DVD, CD |
| Alexis Weissenberg    | Leonard Bernstein     | Orchestre National de France                          | EMI                               | 1979                   | CD      |
| Martha Argerich       | Riccardo Chailly      | German Symphony Orchestra, Berlin                     | Philips                           | 1982                   | CD      |
| Jorge Bolet           | Ivan Fischer          | London Symphony Orchestra                             | Decca                             | 1982                   | CD      |
| Dimitris Sgouros (en) | Yuri Simonov          | Berliner Philharmoniker                               | EMI                               | 1983                   | CD, LP  |
| Horacio Gutiérrez     | Lorin Maazel          | Pittsburgh Symphony Orchestra                         | Telarc                            | 1991                   | CD      |
| Yefim Bronfman        | Esa-Pekka Salonen     | The Philharmonia                                      | Sony                              | 1992                   | CD      |
| Evgeny Kissin         | Seiji Ozawa           | Boston Symphony Orchestra                             | RCA Red Seal                      | 1993                   | CD      |
| Zoltan Kocsis         | Edo de Waart          | San Francisco Symphony Orchestra                      | Philips Classics                  | 1995                   | CD      |
| Grigory Sokolov       | Yan Pascal Tortelier  | BBC Symphony Orchestra                                | Deutsche Grammophon               | 1995                   | CD      |
| Mikhail Pletnev       | Mstislav Rostropovich | Russian National Orchestra                            | Deutsche Grammophon               | 2003                   | CD      |
| Nikolai Lugansky      | Sakari Oramo          | City of Birmingham Symphony Orchestra                 | Warner Music Group                | 2003                   | CD      |
| Stephen Hough         | Andrew Litton         | Dallas Symphony Orchestra                             | Hyperion                          | 2004                   | CD      |
| Denis Matsuev         | Valery Gergiev        | Orchestre du théâtre Mariinsky (en)                   | Mariinsky                         | 2009                   | CD      |
| Leif Ove Andsnes      | Antonio Pappano       | London Symphony Orchestra                             | EMI                               | 2010                   | CD      |
| Valentina Lisitsa     | Michael Francis (en)  | London Symphony Orchestra                             | Decca                             | 2011                   | CD      |
| Yuja Wang             | Gustavo Dudamel       | Orchestre symphonique Simón Bolívar                   | Deutsche Grammophon               | 2014                   | CD      |
| Alexis Weissenberg    | Emil Chakarov         | Orchestre philharmonique de Sofia                     | BNR Classics                      | ?                      | MP3     |
| Daniil Trifonov       | Yannick Nézet-Séguin  | Orchestre de Philadelphie                             | Deutsche Grammophon               | 2018                   | CD      |
| Yunchan Lim           | Marin Alsop           | Orchestre symphonique de Fort Worth (en)              | Cliburn competition               | 2022                   | ?       |